# Incendio provocado en UpStairs Lounge
El incendio provocado en UpStairs Lounge ocurrió el 24 de junio de 1973 en un bar gay situado en la segunda planta de un edificio de tres pisos en el número 141 de la calle Chartres, en el Barrio Francés de Nueva Orleans, en Luisiana, Estados Unidos. Treinta y dos personas murieron como consecuencia del fuego o de la inhalación de humos. La conclusión oficial de la investigación fue «de origen no determinado».
El incendio fue el más grave en la historia de Nueva Orleans y uno de los ataques más sangrientos contra la comunidad LGBT de la historia de Estados Unidos, solamente superado por el tiroteo en el club Pulse. La reacción de la ciudad y los medios de comunicación fue de indiferencia. Los entierros de los cadáveres fueron negados por muchas de las iglesias y varias familias se negaron a reclamar por vergüenza los cadáveres de sus familiares fallecidos. Mientras que la mayoría de los medios de comunicación ignoraban el incidente, los que lo mencionaron en editoriales y discusiones radiofónicas lo hicieron tomando la tragedia a risa, burlándose de las víctimas y de su orientación sexual. 

## Incidente
El domingo 24 de junio de 1973, el último día del fin de semana del orgullo, miembros de la Iglesia de la Comunidad Metropolitana (ICM), una denominación protestante a favor de los derechos LGBT, realizó una misa en el club, situado en el segundo piso de un edificio de tres alturas en la esquina de las calles Chartres e Iberville. LA ICM era la primera iglesia gay de los Estados Unidos, fundada en Los Ángeles en 1968. Tras el servicio religioso, el club acogía una fiesta con cerveza y comida gratuita para 125 personas. En el momento del incendio, unas 60 personas estaban escuchando al pianista David Gary tocar y discutían sobre la próxima recaudación de fondos a favor del hospital para niños inválidos local.
A las 19:00 sonó el timbre de la puerta exterior y el camarero Buddy Rasmussen, un veterano de las Fuerzas Aéreas, pidió a Luther Boggs que respondiese, suponiendo que se trataba de un taxista. Boggs abrió la puerta para encontrarse la caja de la escalera en llamas, notando un fuerte olor a combustible para encendedores. Rasmussen inmediatamente dirigió unas 30 personas por la salida trasera hacia el tejado, donde pudieron acceder al tejado de un edificio vecino y bajar hasta el suelo. Otros 30 aproximadamente quedaron encerrados en el segundo piso del club por accidente, algunos trataron de escapar a través de las rejas de las ventanas. Un hombre consiguió colarse entre las barras, por un espacio de 36 cm de ancho, para caer en llamas hacia su muerte. El reverendo Bill Larson de la ICM se agarró a las barras de una ventana hasta su muerte y su cuerpo chamuscado fue visible desde la calle durante horas, después del incendio. El pastor asistente George «Mitch» Mitchell consiguió escapar, pero volvió para rescatar a su novio, Louis Broussard. Ambos fallecieron en el incendio; sus cadáveres aparecieron abrazados el uno al otro.
Los bomberos aparcaron a dos manzanas del lugar, encontrándose bloqueados por tráfico de coches y personas. Un camión de bomberos trató de pasar por la acera, pero chocó contra un taxista. Llegaron al bar para encontrarse a los clientes luchando contra las barras de seguridad de las ventanas y enseguida consiguieron controlar el fuego. 28 personas fallecieron en los 16 minutos que duró el fuego y uno más falleció de camino al hospital. Otros 18 sufrieron heridas, de los que tres, incluyendo a Boggs, fallecieron.

## Investigación
La investigación oficial no consiguió ningún resultado. El único sospechoso del ataque fue Rodger Dale Nunez, un chapero y alborotador local que había sido expulsado esa misma tarde tras una pelea con otro cliente. La policía trató de interrogarlo poco después del incendio, pero Nunez estaba hospitalizado con la mandíbula rota y no pudo responder. Cuando fue interrogado más tarde, los informes policiales muestran que no parecía nervioso en absoluto. Nunez tenía un testigo que afirmaba que había entrado y salido del bar en los 10 o 20 minutos anteriores al fuego y que no había visto a nadie entrar o salir del edificio. Debido a que la policía observó que el testigo estaba en tensión y tenía muchos nervios, descartaron la declaración del testigo, considerándola falsa.
Anteriormente, Nunez había sido diagnosticado con «histeria de conversión» en 1970 y había estado en numerosas clínicas psiquiátricas. Había sido dado de alta de un tratamiento un año antes del incendio. Tras su arresto, Nunez se escapó de su custodia psiquiátrica y nunca más fue detenido por la policía, a pesar de sus frecuentes apariciones en el Barrio Francés. Un amigo relató más tarde a los investigadores que Nunez había confesado en por lo menos cuatro ocasiones haber iniciado el incendio. Dijo a su amigo que había empapado el escalón más bajo con combustible para encendedores Ronsonol, comprado en el Walgreens local, y le había lanzado una cerilla. No se dio cuenta de que todo el local iba a arder en llamas. Nunez se suicidó en noviembre de 1974.
En 1980, la oficina del jefe de bomberos del estado, a falta de indicios, cerró el caso.

## Cobertura mediática
La cobertura mediática del fuego fue mínima, debido a que la mayoría de las víctimas eran clientes LGBT, mientras que editoriales periodísticas y locutores de radio tomaban el incidente a risa. Ningún miembro o funcionario del gobierno mencionó el incendio: tal como Robert L. Camina, guionista y director de un documental sobre el incendio, Upstairs Inferno, dijo en 2013, «Quedé estupefacto con la desproporcionada reacción del gobierno de la ciudad. La ciudad declaró varios días de luto por las víctimas de otras tragedias masivas en la ciudad. Me impactó que a pesar de la magnitud del fuego, en su mayor parte, fue ignorado.»

## Funerales y homenajes
El reverendo William P. Richardson, de la iglesia episcopaliana de St. George, permitió que se realizara el 25 de junio una pequeña ceremonia religiosa para las víctimas. Unas 80 personas acudieron a la ceremonia. Al día siguiente, Iveson Noland, obispo episcopaliano de Nueva Orleans, reprendió a Richardson por haber realizado la ceremonia. Noland recibió más de 100 quejas de parroquianos y su correo se llenó de cartas amenazantes.
Poco después, dos ceremonias religiosas en recuerdo de las víctimas se celebraron el 1 de julio en una iglesia unitarianista y en la iglesia metodista unida de St. Mark, encabezadas por el obispo metodista de Luisiana, Finis Crutchfield, y dirigidas por el fundador de la Iglesia de la Comunidad Metropolitana, Troy Perry, que se desplazó desde Los Ángeles para participar. Los dolientes salieron por la puerta principal de la iglesia, en lugar de la puerta lateral, una manifestación de la nueva voluntad de ser identificados ante las cámaras. Varias familias no reclamaron los cuerpos de sus familiares fallecidos. Algunas personas anónimas pagaron los funerales de los tres hombres desconocidos, que fueron enterrados juntos en una fosa común en el cementerio Holt, junto con otra víctima identificada como Ferris LeBlanc.
En junio de 1998, el vigésimo quinto aniversario del fuego, como parte de las celebraciones del Orgullo Gay, el reverendo Dexter Brecht, de la Iglesia de la Comunidad Metropolitana Big Easy (también conocida como Vieux Carre), y Toni J. P. Pizanie realizaron una ceremonia religiosa. Se realizó en la gran sala de baile del hotel Royal Sonesta y atendieron el concejal de Nueva Orleans Troy Carter, la reverendo Carole Cotton Winn, el rabino mayor Edward Paul Cohn del templo, el reverendo Kay Thomas del Grace Fellowship in Christ Jesus, el reverendo Perry y 32 miembros de la comunidad de Nueva Orleans, representando a las víctimas. Carter dirigió una procesión fúnebre de jazz hasta el edificio en la esquina de Chartres e Iberville, el lugar en el que se encontraba el club, y miembros de la ICM colocaron una placa conmemorativa y varias coronas. Entre los que participaron estaba la sobrina de la víctima Clarence McCloskey.